# Tilacoid
Tilacoidele (din greacă thylakos - sac) reprezintă pliurile membranei interne în cadrul cloroplastelor. Tilacoidele conțin pigmenți asimilatori și sunt înconjurate de o membrană ce constau dintr-o rețea de vezicule interconectate în care are loc fotosinteza. Tilacoidele pot fi granale și intergranale. Mai multe tilacoide interconectate reprezintă un granum.

## Structura
Tilacoidele constau din 4 sisteme proteice:
- Fotosistem I
- Fotosistem II
- Complexul Citocrom B6
- ATP sintază